# خط توکیو دن‌انتوشی
خط تُوکیو دِن‌اِنتُوشی (به ژاپنی: 東急田園都市線, Tōkyū Den'entoshi-sen) یکی از خطوط قطار شرکت راه‌آهن توکیو است. این خط ایستگاه شیبویا در توکیو را به ایستگاه چوئو–رینکان در استان کاناگاوا
متصل می‌کند.

## نگارخانه

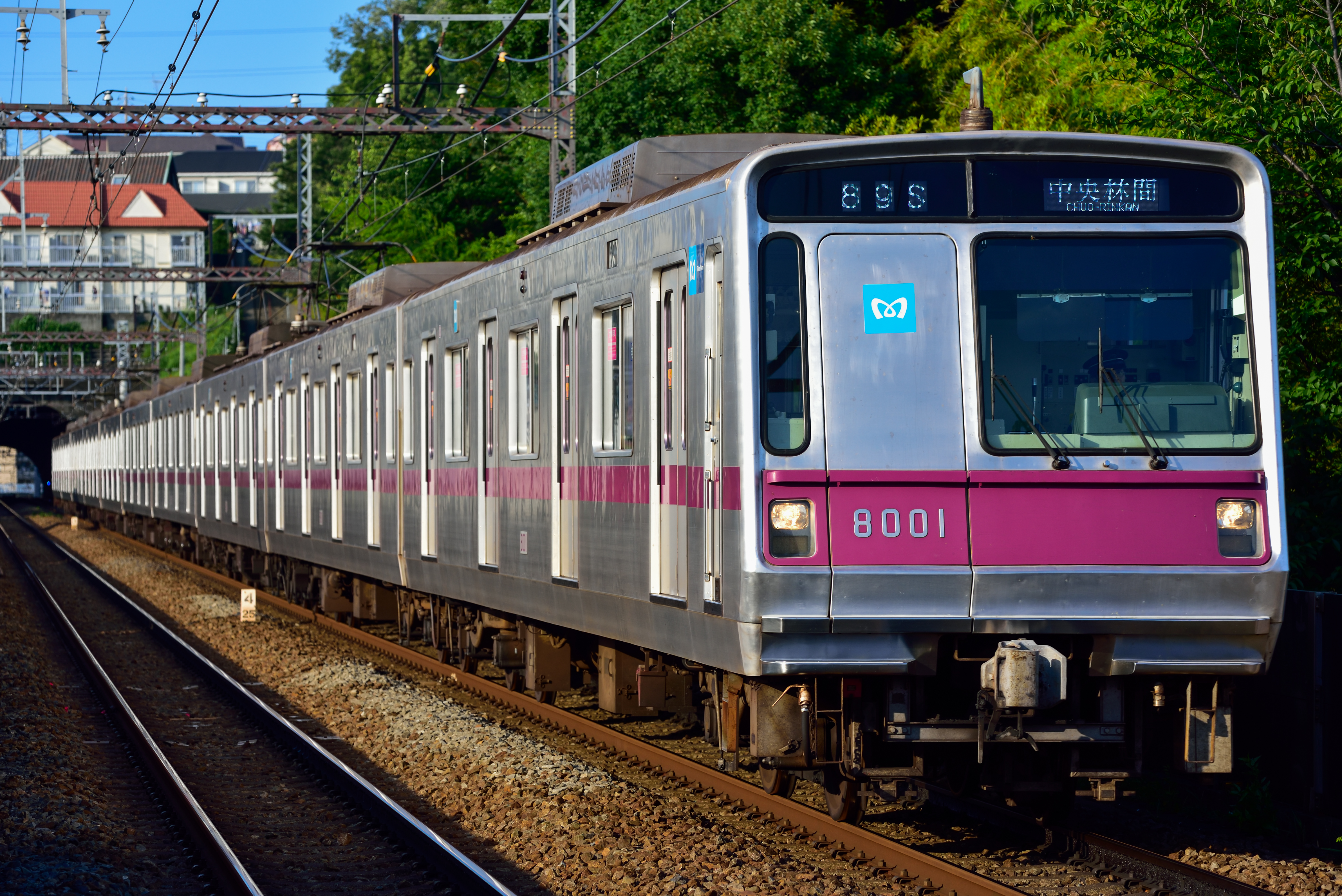
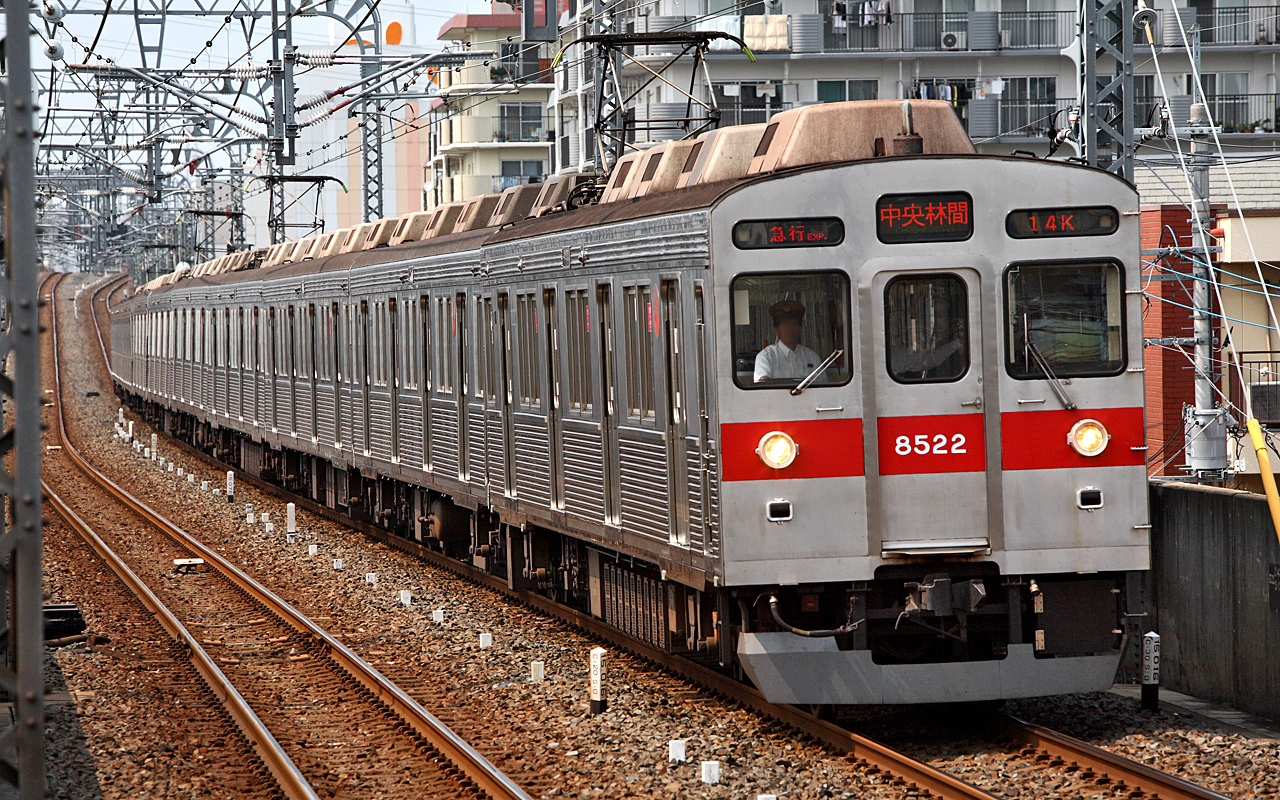
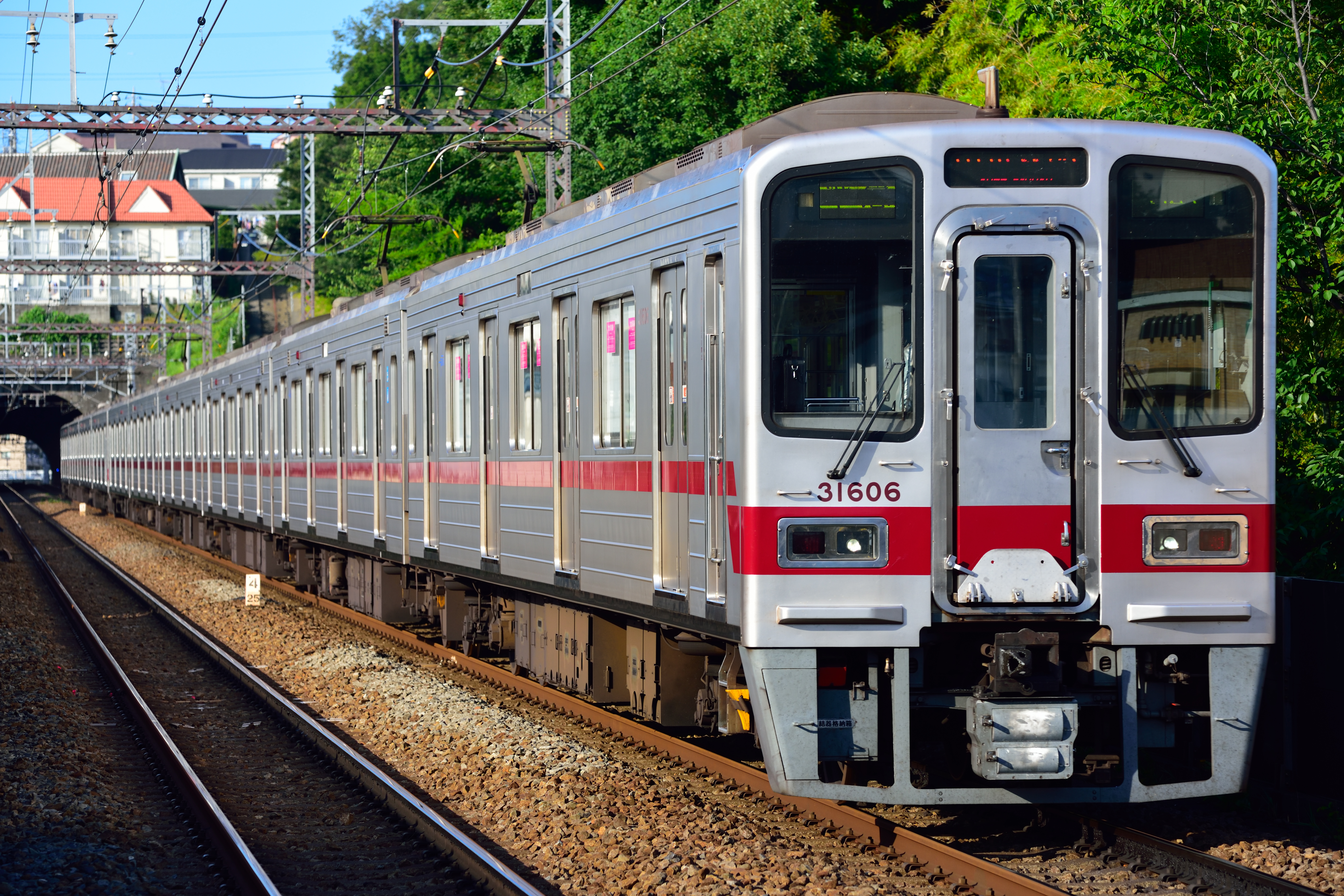
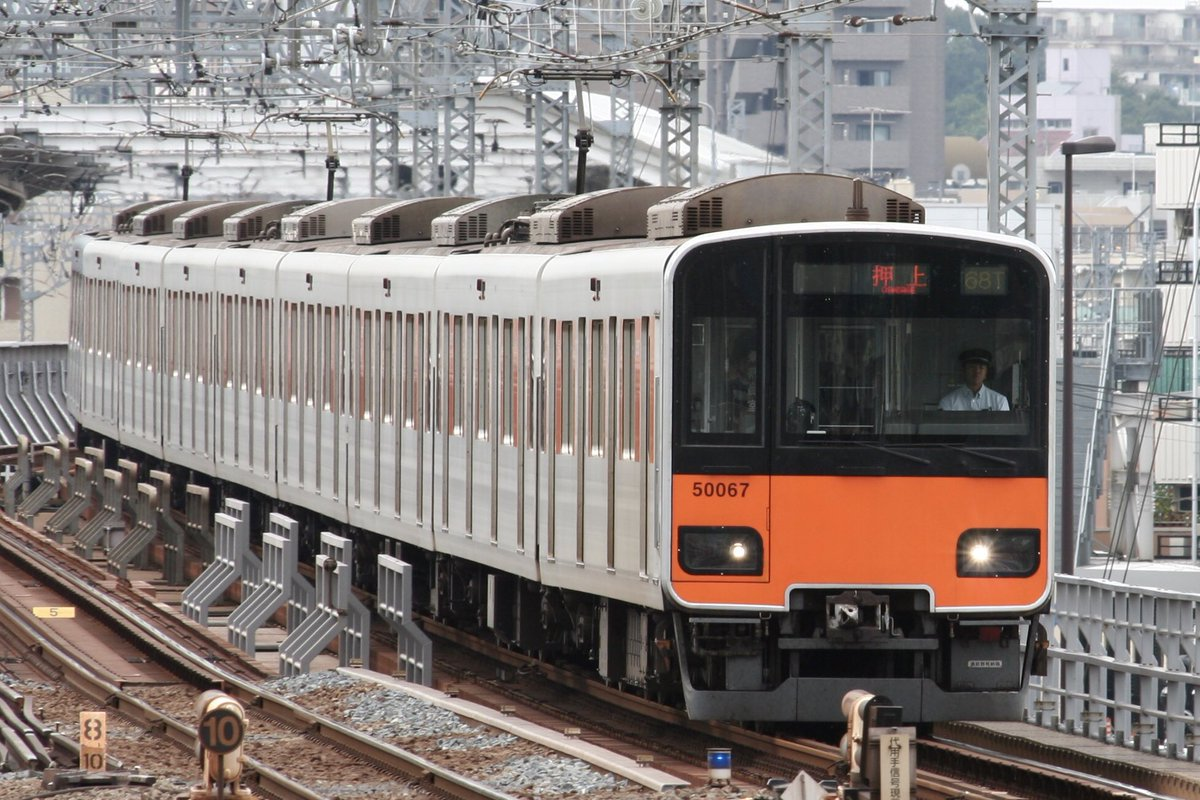